# Droga R2 (Belgia)
Droga R2 lub Zewnętrzna Obwodnica Antwerpii (fla. Grote Ring rond Antwerpen) - północna obwodnica belgijskiego miasta Antwerpia o parametrach autostrady.
Obwodnica łączy dochodzące do Antwerpii autostrady A11 i A12. Przebiega trzema tunelami (Beverentunnel, Liefkenshoektunnel i Frans Tijsmanstunnel) pod antwerpskim portem. Przejazd drogą jest płatny. 